# Tuffi ai XX Giochi del Commonwealth - Piattaforma 10 metri sincro femminile
Il concorso dei tuffi dalla piattaforma 10 metri sincro femminile dei Giochi del Commonwealth di Glasgow 2014 si è svolto il 30 luglio 2014.

## Risultati
Risultati
| Class | Nazione                                 | Tuffi | Tuffi | Tuffi | Tuffi | Tuffi | Totale |
| Class | Nazione                                 | 1     | 2     | 3     | 4     | 5     | Totale |
| ----- | --------------------------------------- | ----- | ----- | ----- | ----- | ----- | ------ |
|       | Canada Meaghan Benfeito Roseline Filion | 53.40 | 50.40 | 65.70 | 64.35 | 76.80 | 310.65 |
|       | Inghilterra Sarah Barrow Tonia Couch    | 52.80 | 52.20 | 66.24 | 66.60 | 70.08 | 307.92 |
|       | Malaysia Pandelela Rinong Nur Sabri     | 49.20 | 48.60 | 61.20 | 70.08 | 71.04 | 300.12 |
| 4     | Malaysia Cheong Jun Hoong Leong Mun Yee | 49.80 | 52.80 | 64.80 | 67.20 | 64.32 | 298.92 |
| 5     | Australia Rachel Bugg Melissa Wu        | 51.00 | 48.00 | 63.90 | 57.60 | 72.00 | 292.50 |